# Omereque
Omereque es una localidad y municipio de Bolivia, ubicado en la provincia de Campero del departamento de Cochabamba. El municipio tiene una superficie de 880 km² y cuenta con una población de 5.643 habitantes (según el Censo INE 2012).
Está ubicado al centro del país y es uno de los tres municipios de la provincia Narciso Campero junto con Aiquile y Pasorapa. Sus festivides y costumbres son las mismas que de los otros municipios de Campero, con su patrona regional Virgen del Rosario. Su clima es cálido con una temperatura media de 23 °C y una humedad del 43%. Su flora y fauna es bastante variada y se destaca por la ganadería en ganado vacuno y porcino así como una inmensa variedad de bellas plantas y árboles gracias a su clima templado.
Esta fue también el área de desarrollo de la Cultura Omereque.

## Toponimia
Omereque puede ser denominación en el idioma aimara que significaría “correr de aguas” o "vida entre ríos y valles".

## Demografía
De acuerdo con el censo boliviano de 2024, la población del municipio de Omereque es de 6 678 habitantes.
La población del municipio aumentó en más de un tercio entre 1992 y 2024:
| Año  | Habitantes (municipio) | Fuente |
| ---- | ---------------------- | ------ |
| 1992 | 4951                   | Censo  |
| 2001 | 6071                   | Censo  |
| 2012 | 5800                   | Censo  |
| 2024 | 6678                   | Censo  |

## Transporte
Omereque se ubica a 248 kilómetros por carretera al sureste de Cochabamba, la capital del departamento.
Desde Cochabamba, la carretera asfaltada Ruta 7 conduce al sureste por 44 km hasta Paracaya, desde donde la Ruta 23 continúa 146 km al sureste por Punata, Arani y Mizque hasta Aiquile. Cuatro kilómetros antes de Aiquile, la Ruta 5 gira hacia el este hacia Saipina y luego de 55 km llega al río Quebrada Huerla. Desde aquí parte una carretera secundaria de once kilómetros de longitud que bordea el río Mizque en dirección norte hasta llegar a Omereque.